# Mohamed Touati (Radsportler)
Mohamed Touati (* 17. Januar 1939 in Tunis) ist ein ehemaliger tunesischer Radrennfahrer und nationaler Meister im Radsport.

## Sportliche Laufbahn
Touati war im Straßenradsport und im Bahnradsport aktiv. Er war Teilnehmer der Olympischen Sommerspiele 1960 in Rom. Im olympischen Straßenrennen wurde er beim Sieg von Wiktor Kapitonow 74. des Rennens. Im Mannschaftszeitfahren kam der tunesische Vierer in der Besetzung Touati, Bechir Mardassi, Ali Ben Ali und Mohamed El-Kemissi auf den 27. Rang. Im Sprint auf der Bahn blieb er unplatziert.
1958 gewann er die nationale Meisterschaft im Straßenrennen. 1960 konnte er den Titel erneut gewinnen. 1956, 1957 und 1959 wurde er jeweils Vize-Meister. 1962 startete er in der Internationalen Friedensfahrt, schied jedoch vorzeitig aus dem Rennen aus.